# Kellett Strait
Kellett Strait är ett sund i Kanada.   Det ligger i territoriet Northwest Territories, i den norra delen av landet, 3 900 km nordväst om huvudstaden Ottawa.